# Mistrovství Evropy v boxu žen 2004
III. mistrovství Evropy žen v boxu proběhlo v Riccione (provincie Rimini), Itálie ve dnech 4. až 9. října 2004. Organizátorem turnaje mistrovství Evropy byla European Amateur Boxing Association (EABA).

## Česká stopa
Na mistrovství Evropy startovaly za Česko 4 boxerky:
- −52 kg: Lucie Ungerová (* 1975) z SK Boxing Praha
- −54 kg: Jana Kopecká (* ) z SK Boxing Praha
- −57 kg: Danuše Dilhofová (* 1978) z SK Lady box Brno
- −63 kg: Jana Halenková (* ) z SKP Školy Praha

## Výsledky
| Ženy   | Zlato                    | Stříbro                    | Bronz                               | Bronz                           |
| ------ | ------------------------ | -------------------------- | ----------------------------------- | ------------------------------- |
| –46 kg | Jelena Sabitovová (RUS)  | Derya Aktopová (TUR)       | Carmela Chiacchiová (ITA)           | Camelia Negreaová (ROU)         |
| –48 kg | Teťana Lebeděvová (UKR)  | Monika Csiková (HUN)       | Laura Tostiová (ITA)                | Beyhan Karacibioğluová (TUR)    |
| –50 kg | Simona Galassiová (ITA)  | Viktorija Usačenková (RUS) | Hasibe Özerová (TUR)                | Diana Ungureanuová (ROU)        |
| –52 kg | Floare Lihetová (ROU)    | Sümeyra Kayaová (TUR)      | Loredana Piazzaová (ITA)            | Audrey Garciaová (FRA)          |
| –54 kg | Mihaela Cijevschá (ROU)  | Kari Jensenová (NOR)       | Ljudmila Hrycajová (UKR)            | Jevgenija Grebenščikovová (RUS) |
| –57 kg | Marzia Davideová (ITA)   | Myriam Chomazová (FRA)     | Zsuzsanna Szuknaiová (HUN)          | Jelena Karpačovová (RUS)        |
| –60 kg | Gülsüm Tatarová (TUR)    | Eva Wahlströmová (FIN)     | Anna Kasprzaková (POL)              | Julija Němcovová (RUS)          |
| –63 kg | Vinni Skovgaardová (DEN) | Cecilia Brækhusová (NOR)   | Anastasija Savinovová (UKR)         | Marija Karlovová (RUS)          |
| –66 kg | Irina Siněcká (RUS)      | Anna Ingmanová (SWE)       | Mehtap Bakışová (TUR)               | Larisa Popová (ROU)             |
| –70 kg | Olga Slavinská (RUS)     | Nurcan Çarkçıová (TUR)     | Rachel Richterová (GER)             | Karolina Łukasiková (POL)       |
| –75 kg | Anna Laurellová (SWE)    | Anita Duczaová (HUN)       | Emine Özkanová (TUR)                | Mihaela Mărcuțová (ROU)         |
| –80 kg | Anžela Torská (UKR)      | Galina Ivanovová (RUS)     | Selma Yağcıová (TUR)                | Ewa Piwowarská (POL)            |
| –86 kg | Mária Kovácsová (HUN)    | Hanna Željuková (UKR)      | Ekaterini Papakonstantinosová (GRE) | Marija Javorská (RUS)           |

## Medailová bilance
V boxu se rozdělilo celkem 13 sad medailí.
| Pořadí | Stát           |       | Ženy    | Ženy  | Ženy | Celkem |
| Pořadí | Stát           | Zlato | Stříbro | Bronz |      | Celkem |
| ------ | -------------- | ----- | ------- | ----- | ---- | ------ |
| 1.     | Rusko (RUS)    |       | 3       | 2     | 5    | 10     |
| 2.     | Ukrajina (UKR) |       | 2       | 1     | 2    | 5      |
| 3.     | Rumunsko (ROU) |       | 2       | 0     | 4    | 6      |
| 4.     | Itálie (ITA)   |       | 2       | 0     | 3    | 5      |
| 5.     | Turecko (TUR)  |       | 1       | 3     | 5    | 9      |
| 6.     | Maďarsko (HUN) |       | 1       | 2     | 1    | 4      |
| 7.     | Švédsko (SWE)  |       | 1       | 1     | 0    | 2      |
| 8.     | Dánsko (DEN)   |       | 1       | 0     | 0    | 1      |
| 9.     | Norsko (NOR)   |       | 0       | 2     | 0    | 2      |
| 10.    | Francie (FRA)  |       | 0       | 1     | 1    | 2      |
| 11.    | Finsko (FIN)   |       | 0       | 1     | 0    | 1      |
| 12.    | Polsko (POL)   |       | 0       | 0     | 3    | 3      |
| 13.    | Německo (GER)  |       | 0       | 0     | 1    | 1      |
| 13.    | Řecko (GRE)    |       | 0       | 0     | 1    | 1      |
| Celkem | Celkem         |       | 13      | 13    | 26   | 52     |